# Asplenium indopakistanicum
Asplenium indopakistanicum là một loài dương xỉ trong họ Aspleniaceae. Loài này được Reichst. & Viane mô tả khoa học đầu tiên.
Danh pháp khoa học của loài này chưa được làm sáng tỏ. 